# Blaues Haus
Das Blaue Haus oder Cheongwadae in Seoul ist Sitz und Residenz des Staatspräsidenten Südkoreas. Der Name des Hauses rührt von der blau-grünen Farbe des Daches her. Das Blaue Haus besteht eigentlich aus mehreren Gebäuden, die im traditionell-koreanischen Stil mit modernen Elementen erbaut wurden. Der gesamte Komplex umfasst eine Fläche von ungefähr 250.000 m².
Das Blaue Haus liegt zwischen dem Gyeongbok-Palast und dem Berg Bugak.

## Geschichte
Zuvor stand an dem Platz der 1395 gebaute Gyeongbok-Palast, welcher 1592 zerstört und 1868 wiedererbaut wurde. Während der japanischen Herrschaft (1910–1945) wurde es wieder abgerissen und ein neues Gebäude für den japanischen Generalgouverneur errichtet. Als 1948 die Republik Korea gegründet wurde, nahm der südkoreanische Präsident in einem der alten Gebäude seinen Amtssitz.
31 Männer der Einheit 124 der nordkoreanischen Volksarmee versuchten 1968 das Blaue Haus zu plündern und Präsident Park Chung-hee zu ermorden. Bei dem Angriff wurden 28 Nordkoreaner, 26 Südkoreaner und vier Amerikaner getötet.
Während der Präsidentschaft von Roh Tae-woo wurde ein neuer Gebäudekomplex errichtet, der den offiziellen Amtssitz, ein Verwaltungsgebäude und ein Pressezentrum umfasste. Baubeginn war am 22. Juli 1989 und abgeschlossen wurde er am 4. September 1991. Die ehemalige Residenz des japanischen Generalgouverneurs im Cheongwadae-Komplex wurde 1993 abgerissen, um es als Symbol der japanischen Besatzung zu entfernen.
Der 2022 gewählte Präsident plant, das Präsidentenbüro und die -Residenz nach Yongsan-gu zusammen mit dem Verteidigungsministerium zu verlagern. Das Cheongwadae würde dann für die Gemeinheit offen stehen. Der Grund dafür sei, dass das Cheongwadae zu abgelegen sei und nicht offen genug für die Bevölkerung ist.

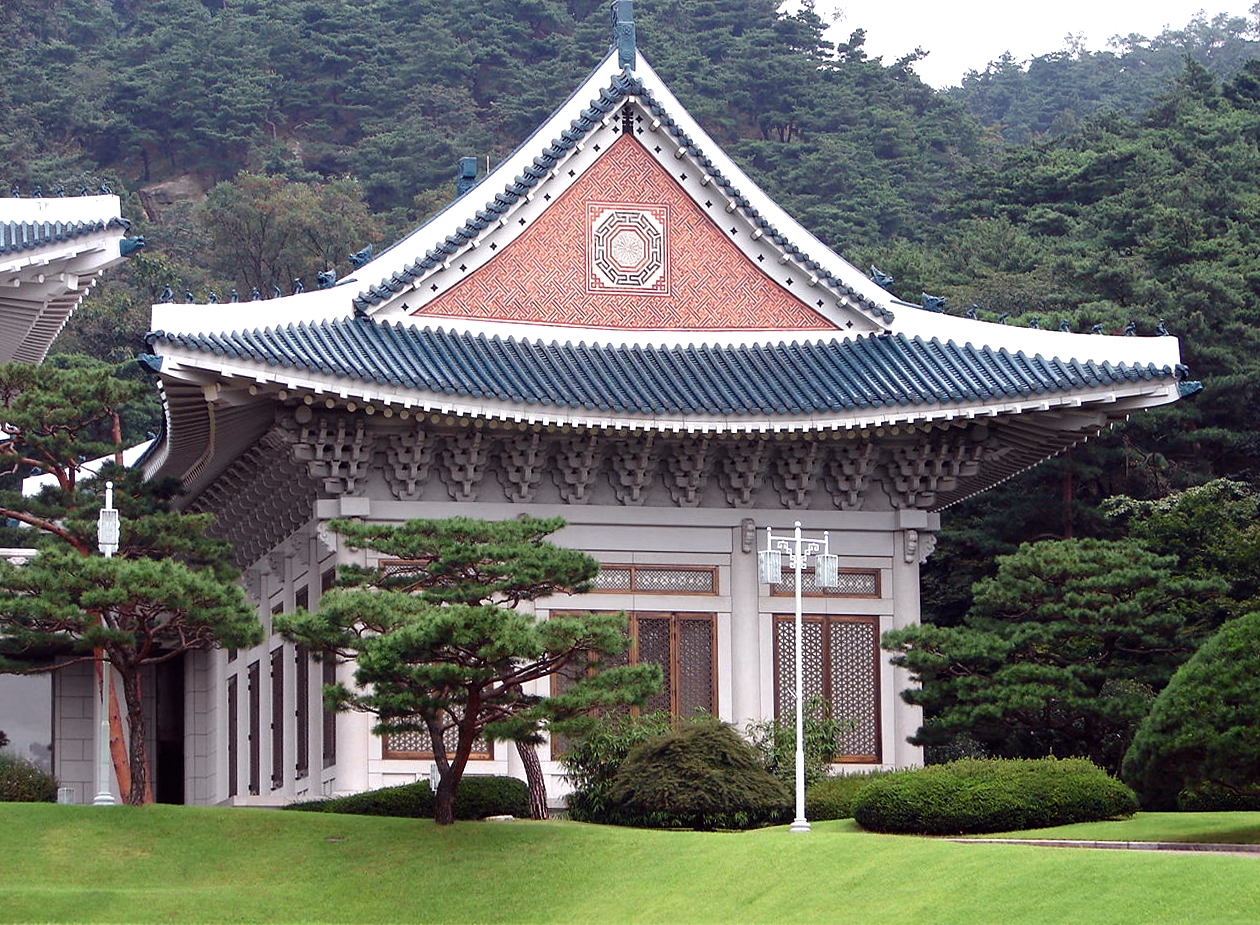
Eines der Empfangsgebäude
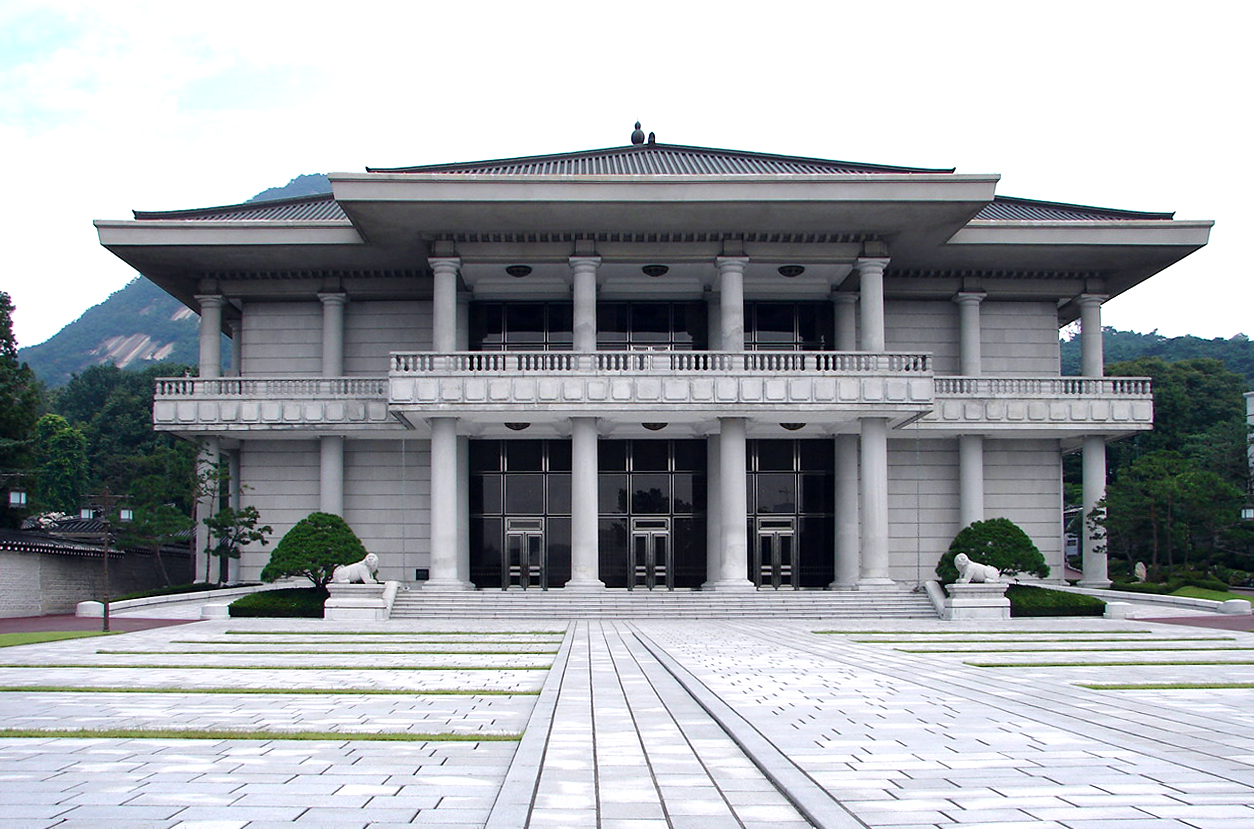
Weiteres Gebäude im Empfangszentrum
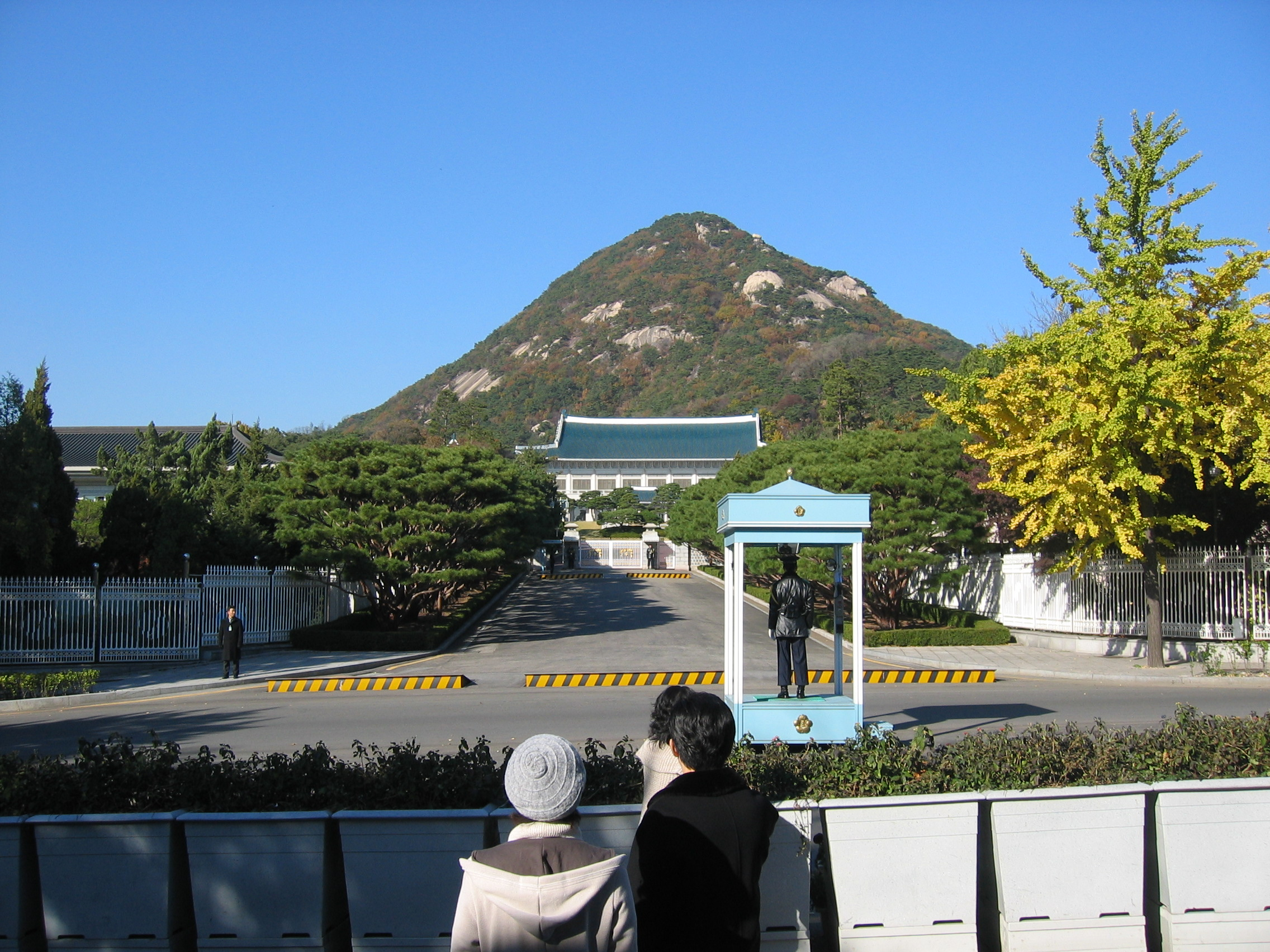
Am Eingang des Blauen Hauses
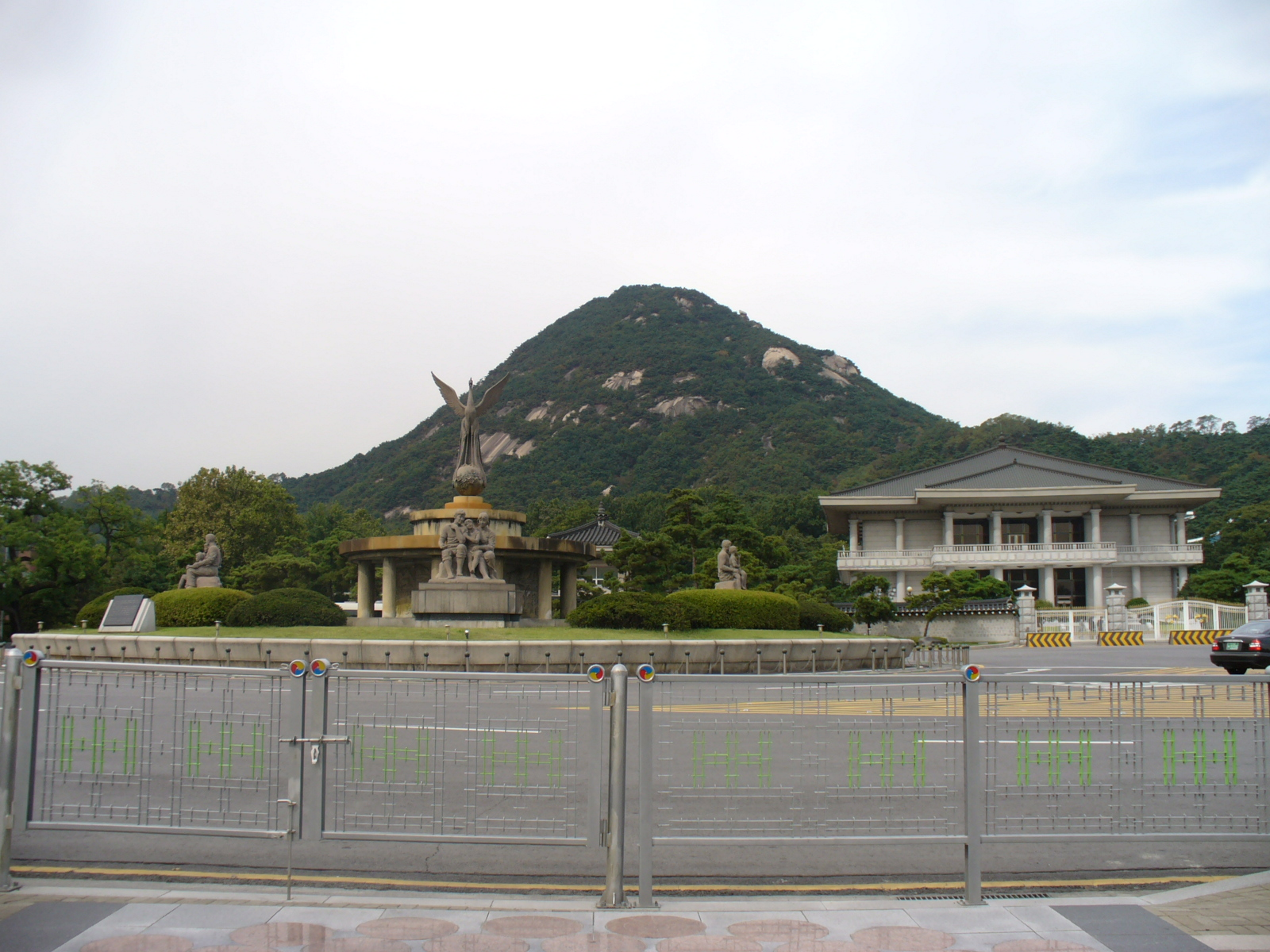
Denkmal an der Straße zum Blauen Haus. Verwaltungsgebäude im Hintergrund
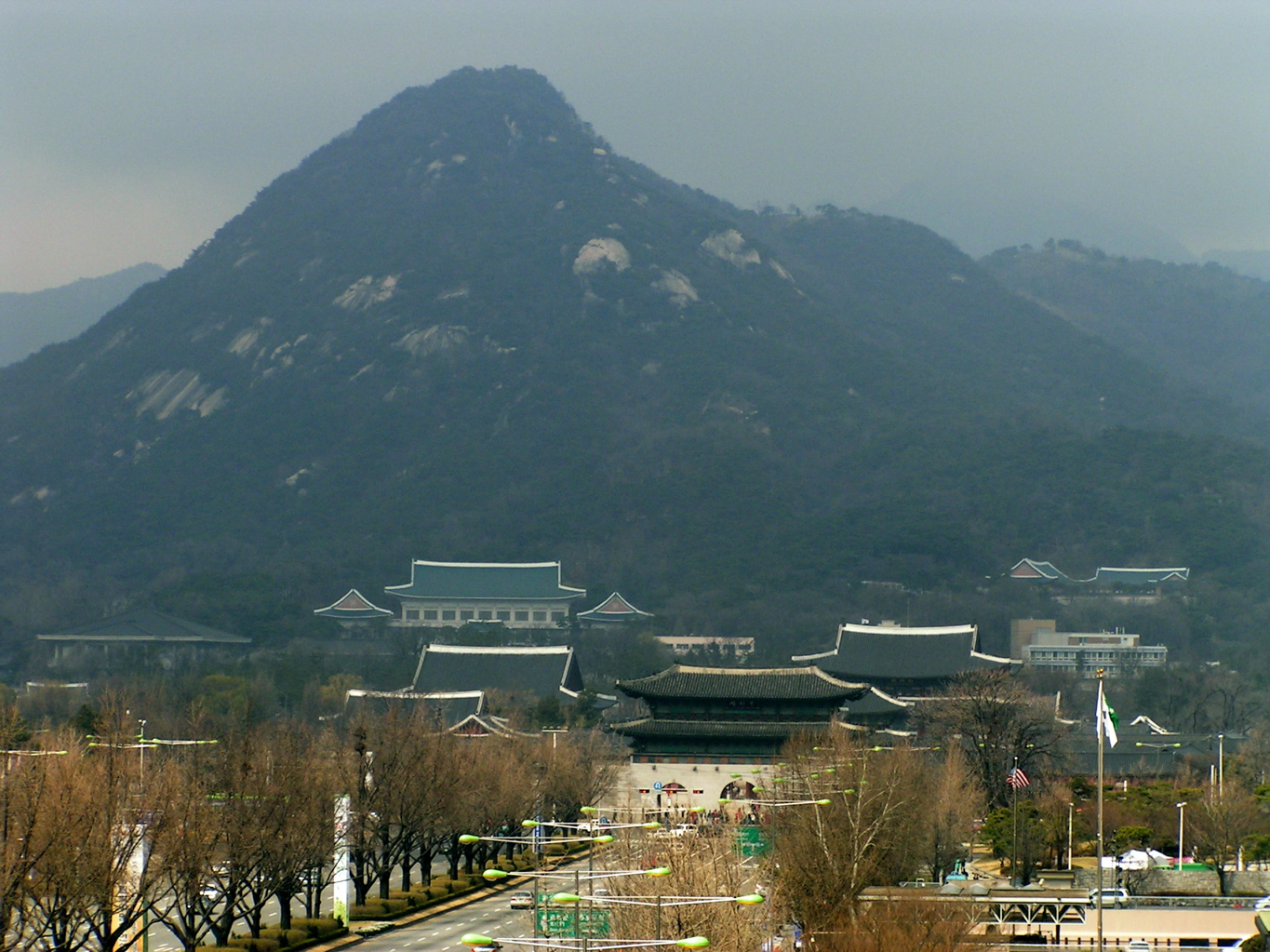
Außenansicht
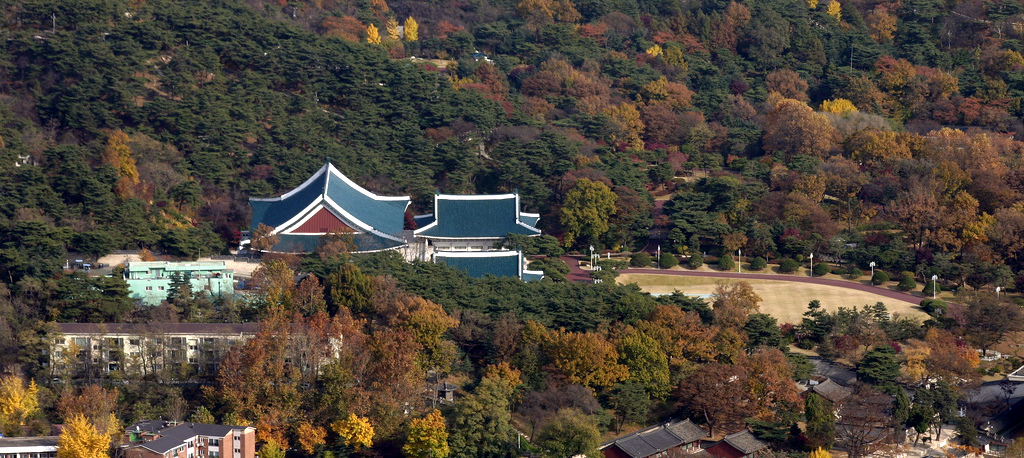
Luftaufnahme
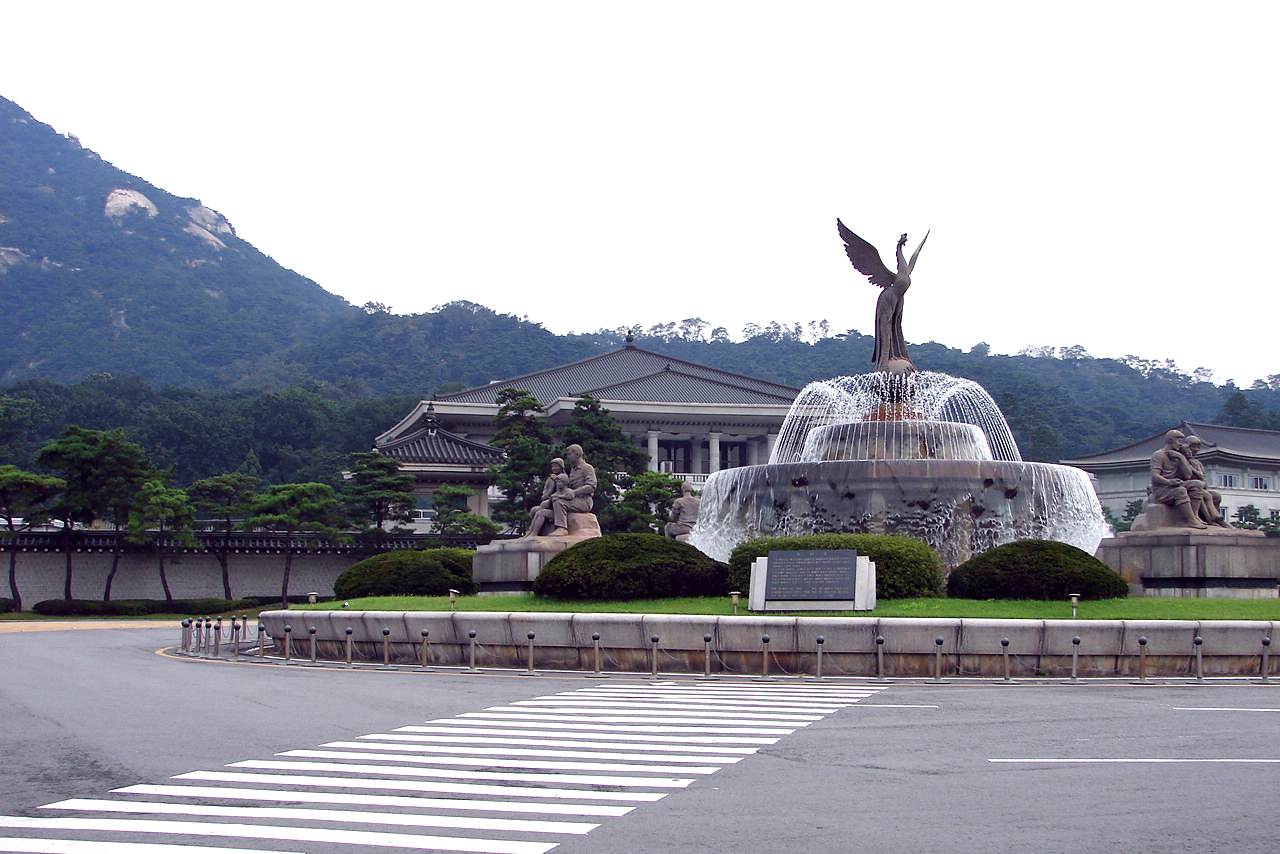
Brunnen vor dem Blauen Haus
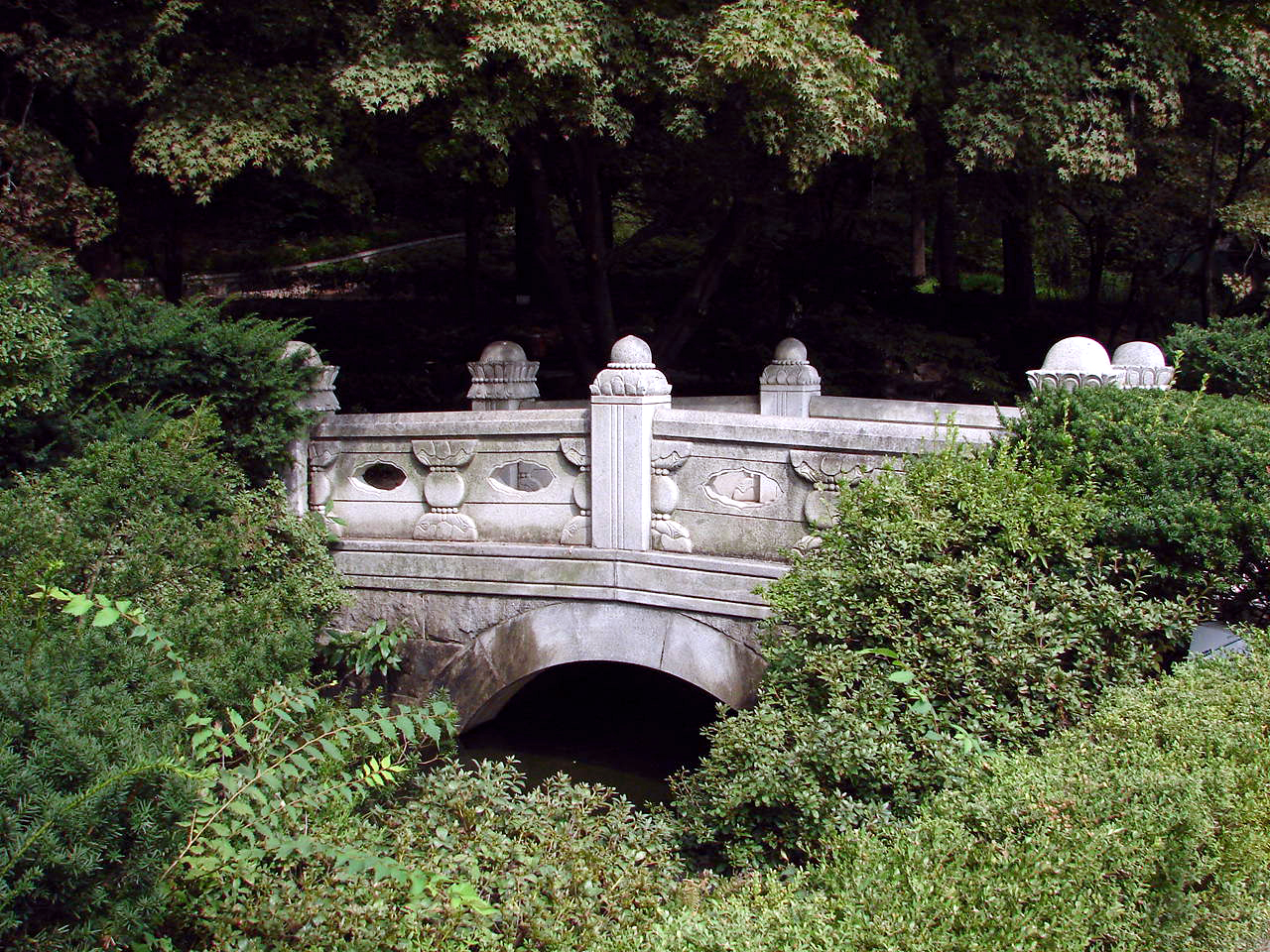
Brücke zwischen Garten und Empfangszentrum
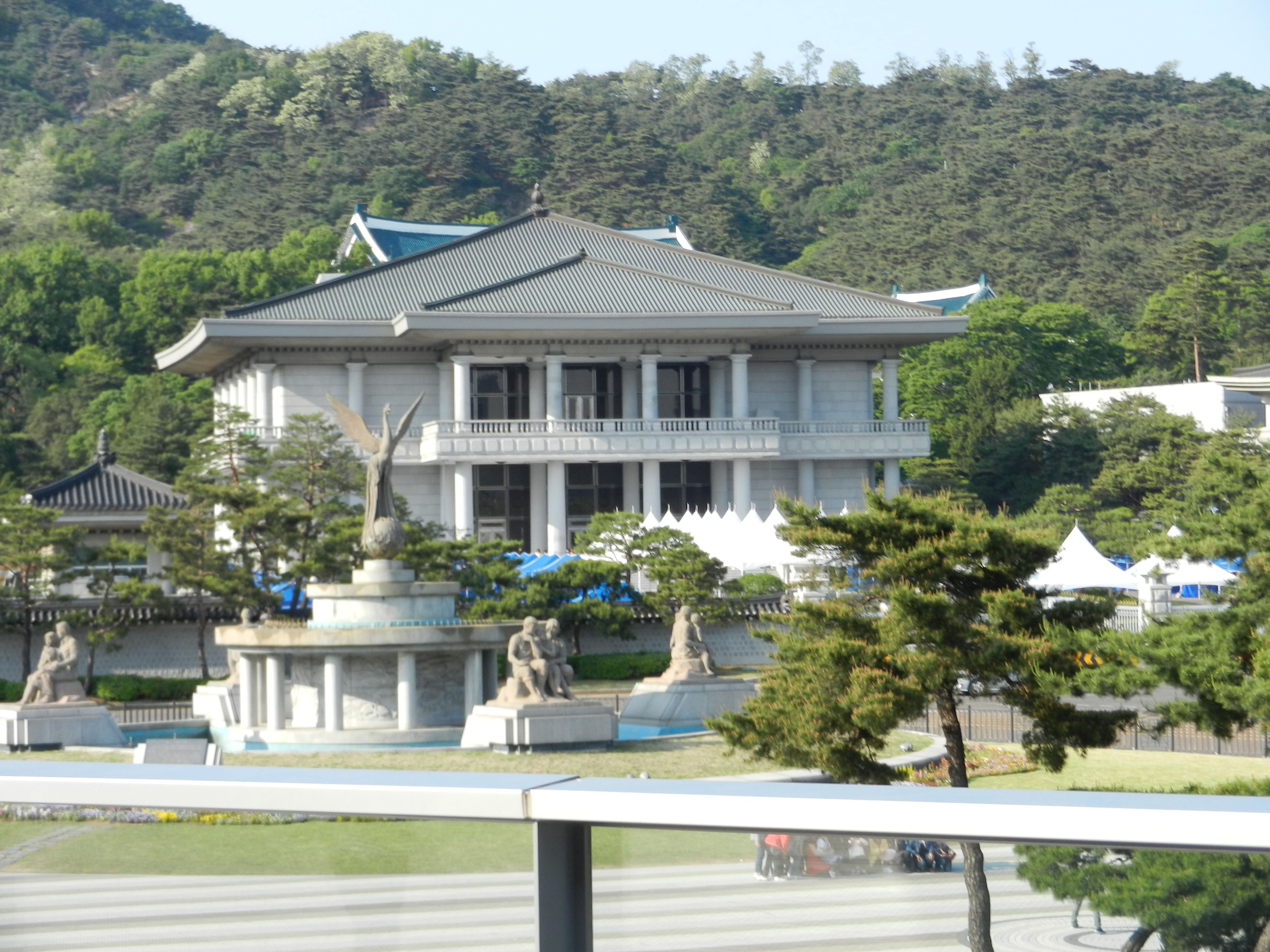
Blick vom Balkon des Besucherzentrums
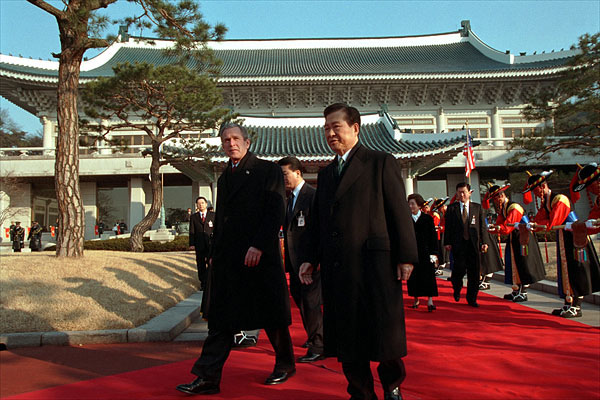
Besuch von Präsident George W. Bush im Februar 2002
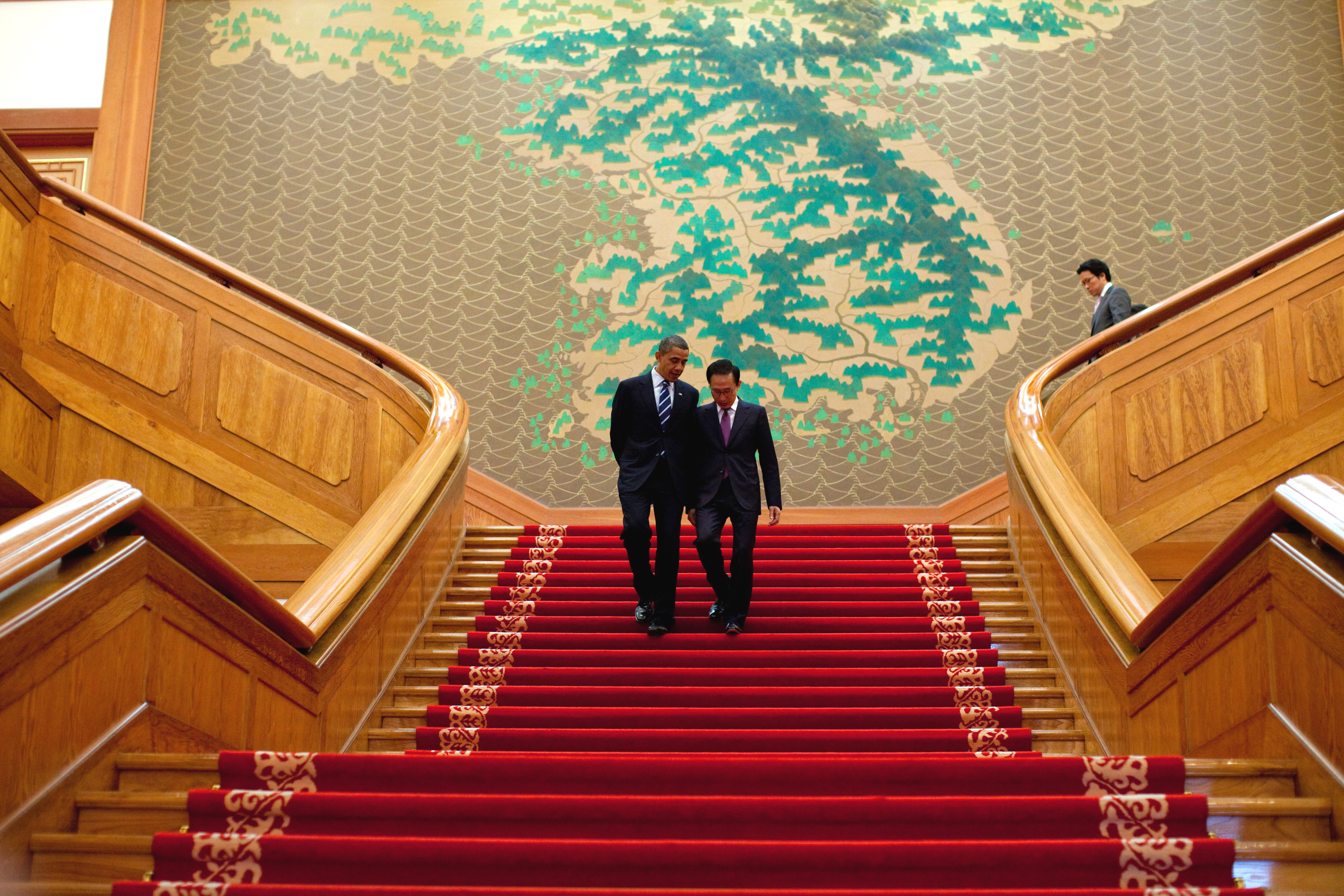
Die Präsidenten Barack Obama und Lee Myung-bak im November 2010 im Blauen Haus